# Yudum İliksiz
Yudum İliksiz (* 22. Februar 1997) ist eine türkische Leichtathletin, die sich auf den Sprint spezialisiert hat.

## Sportliche Laufbahn
Erste internationale Erfahrungen sammelte Yudum İliksiz im Jahr 2013, als sie bei den Jugendweltmeisterschaften in Donezk im 100-Meter-Lauf mit 12,35 s in der ersten Runde ausschied. 2018 startete sie erstmals bei den Balkan-Hallenmeisterschaften in Istanbul und schied dort mit 8,16 s in der Vorrunde über 60 Meter aus. 2021 erreichte sie dann bei den Balkan-Hallenmeisterschaften ebendort nach 7,48 s Rang vier im 60-Meter-Lauf.
2018 wurde İliksiz türkische Hallenmeisterin im 60-Meter-Lauf.

## Persönliche Bestzeiten
- 100 Meter: 12,11 s (+0,2 m/s), 9. Juni 2015 in Istanbul
  - 60 Meter (Halle): 7,44 s, 23. Januar 2021 in Istanbul
- 200 Meter: 24,89 s (+0,3 m/s), 29. Juni 2014 in Ankara
  - 200 Meter (Halle): 24,86 s, 17. Januar 2021 in Istanbul